# دونگ آپ بیا
دونگ آپ بیا (به لاتین: Dong Ap Bia) یک کوه در ویتنام است که در Laos – Vietnam border واقع شده‌است. دونگ آپ بیا ۹۳۷ متر بالاتر از سطح دریا واقع شده‌است.